# Finiq
Finiq (albanisch auch Finiqi; griechisch Φοινίκη Foiniki) ist ein kleines Dorf im Süden Albaniens und Hauptort der gleichnamigen Bashkia (Gemeinde). Es liegt im nördlichen Teil der Vurgo-Ebene zwischen den Städten Saranda und Delvina, rund acht Kilometer vom Meer entfernt.

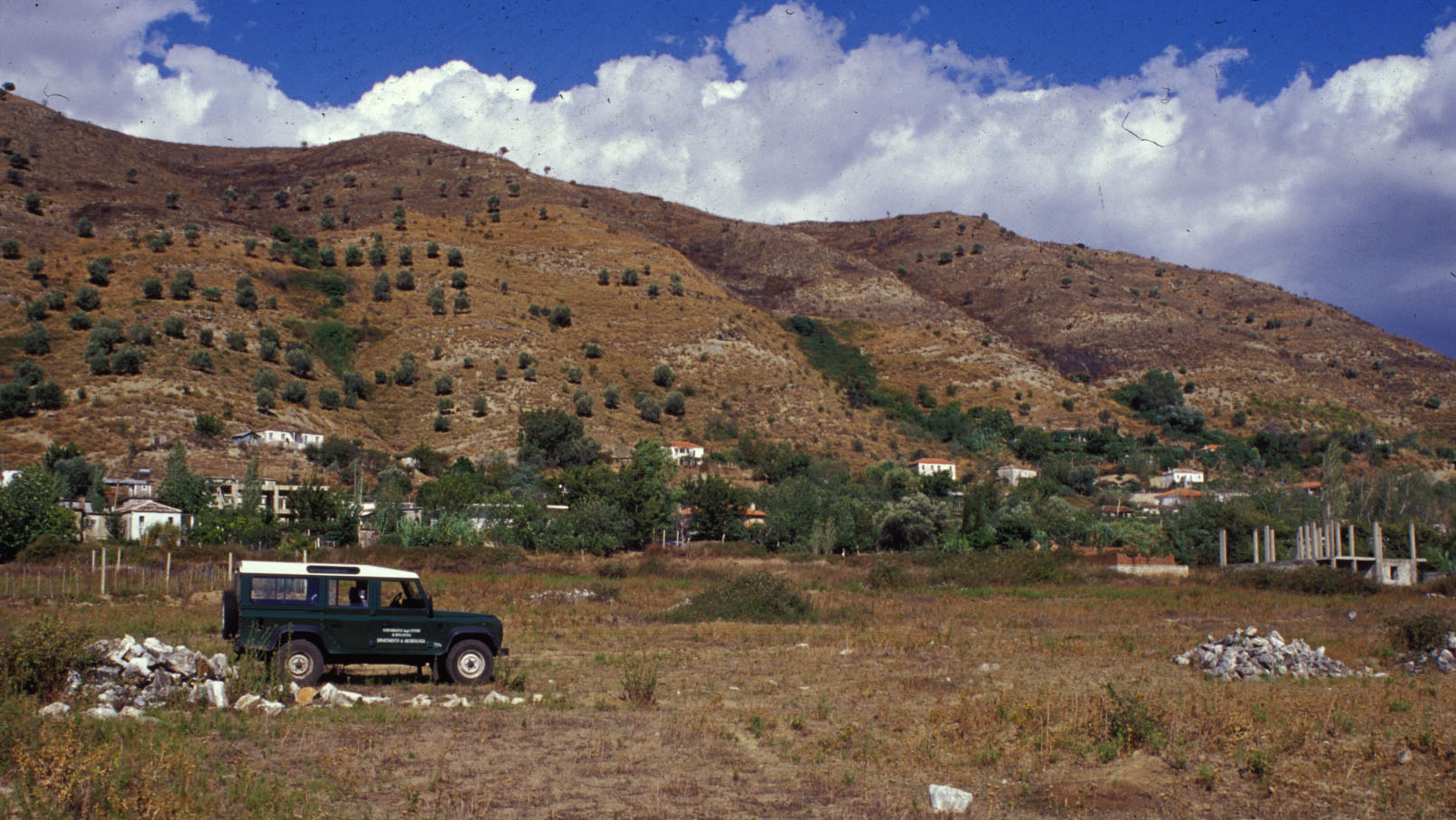
Das Dorf Finiq am Fuße des Hügels mit der antiken Stadt

Auf einem langgezogenen Hügel östlich des Dorfes finden sich die Ruinen des antiken Phoinike. Von diesem Namen leitet sich auch der heutige Ortsname ab. Eine weitere Sehenswürdigkeit in der Umgebung ist die Niklauskirche von Mesopotam.
Viele Einwohner haben Griechisch als Muttersprache.
Finiq ist eine von fünf Njësitë administrative (Verwaltungseinheiten) innerhalb der Bashkia Finiq. Bis 2015 war der Ort eine eigene kleine Gemeinde (komuna), zu der auch die Dörfer Vrion, Çlirim, Vromero/Bregas, Karahaxh, Shën-Jan/Blerimas und Mavropull/Buronja gehörten. 2015 wurde Finiq mit weiteren, von Griechen bewohnten Kommunen im Süden Albaniens zusammengelegt. Hierzu zählen Aliko (3849 Einwohner), Dhivër (1396 Einwohner), Livadhja (1165 Einwohner) und Mesopotam (2786 Einwohner). Die meisten Kommunen gehörten früher zum Kreis Saranda im Gegensatz zu Finiq und Mesopotam, die zum Kreis Delvina gehörten.
Die vereinte Gemeinde Finiq hat 11.413 Einwohner (Volkszählung 2023). Das sind rund 8 % mehr als bei der Volkszählung 2011. Der für Albanien ungewöhnliche Anstieg in einzelnen Gemeindeteilen liegt unter Umständen auch am Boykott der Volkszählung 2011 durch Teile der griechischen Minderheit.
| Name      | Einwohner 2023 | Einwohner 2011 * |
| --------- | -------------- | ---------------- |
| Aliko     | 2216           | 3849             |
| Dhivër    | 1849           | 1396             |
| Finiq     | 2693           | 1333             |
| Livadhja  | 2876           | 1165             |
| Mesopotam | 1779           | 2786             |
| Total     | 11.413         | 10.529           |

In Finiq wurde Irini Qirjako geboren, die eine der beliebtesten Volkssängerinnen Südalbaniens ist.